# إدوين س. هان
إدوين س. هان (بالإنجليزية: Edwin C. Hahn)‏ هو مهندس الصوت ومهندس أمريكي، ولد في 2 أغسطس 1888 في ماريلند في الولايات المتحدة، وتوفي في 1 يونيو 1942 في لوس أنجلوس في الولايات المتحدة.

## وصلات خارجية
- إدوين س. هان على موقع IMDb (الإنجليزية)